# SW Andromedae
Désignations
SW Andromedae est une étoile variable de type RR Lyrae de la constellation d'Andromède. Sa magnitude apparente varie de 9,14 à 10,09 avec une période de 0,442 26 jours.